# I favoriti della fortuna
I favoriti della fortuna (Fortune's Favourites) è un romanzo storico scritto da Colleen McCullough e pubblicato nel 1993.
È il terzo volume di una saga ambientata nell'Antica Roma, che racconta gli ultimi decenni della Repubblica romana, dall'avvento di Gaio Mario a quello di Augusto.

## Trama
Roma - I secolo a.C.
Lucio Cornelio Silla, tornato a Roma dopo le campagne d'Oriente contro Mitridate del Ponto, inizia in qualità di dittatore la sua riforma reazionaria dello stato. Sono molte le vittime che cadono nelle sue liste di proscrizione, compreso suo nipote, il giovane Giulio Cesare, colpevole di rifiutarsi di lasciare sua moglie Cinnilla, figlia del defunto Cinna, avversario politico di Silla da questi fatto assassinare. Sarà per il giovane Cesare l'inizio di una breve fuga e di straordinarie avventure, che lo porteranno fino in Oriente dove si farà notare per la campagna contro i pirati e come valente stratega presso il re Nicomede di Bitinia. Per il suo eroismo otterrà in premio la Corona Civica e con essa il diritto di tornare a Roma ed accedere al Senato.
Intanto in Italia ed in Spagna un altro generale di pochi anni più grande rispetto a Cesare sta conquistando le folle con le sue imprese contro il ribelle Quinto Sertorio e come favorito di Silla. Il suo nome è Gneo Pompeo. Questi ha accompagnato Silla durante la sua seconda marcia su Roma e si è legato alla sua stella. Ottimo generale ma di origini oscure (viene dal Piceno), p smanioso di legarsi alle famiglie aristocratiche romane; avrà parecchie mogli nella sua vita, quasi tutte morte di parto (fatto comune tra le giovani donne nobili, a causa dei matrimoni tra parenti più o meno vicini che all'epoca erano la norma). Il tempo lo farà incontrare con un altro promettente politico, Marco Emilio Crasso, tramite il quale conoscerà il giovane Cesare.
Questi, durante la sua ascesa, dovrà subire quelle che arriverà in seguito a considerare le perdite dettate dal destino per condurlo alla gloria; innanzitutto la morte dell'amata zia Giulia, vedova di Mario, che è stata una seconda madre per lui (Aurelia, per educare il figlio alla lotta, ha voluto negargli l'affetto materno temendo che lo indebolisse), poi la morte della giovane moglie Cornelia Cinna (durante la nascita del suo primo figlio maschio, poiché ha già avuto la piccola Giulia). Alla fine Cesare partirà per la Spagna dove assumerà l'incarico di questore. Prima però comincia a intrecciare relazioni con donne di ogni fascia sociale, aiutato dalla sua innata bellezza e virilità; Aurelia gli consiglia, per mettere a tacere voci di omosessualità legate alla sua amicizia con un defunto sovrano orientale, di cornificare i suoi nemici politici per screditare le loro dichiarazioni, pratica che Cesare porterà avanti a lungo. Ha anche modo di incontrare i figli di sua cugina Giulia Antonia, la moglie di Marco Antonio Cretese: sono un trio di terribili pesti, tra cui si distingue Marco, suo futuro luogotenente.
Si fa strada anche Marco Tullio Cicerone, l'avvocato che desta perfino l'ammirazione di Silla quando attacca il suo liberto Lucio Cornelio Crisogono; questi si è arricchito con le proscrizioni accordandosi a volte con parenti avidi o rancorosi, forse all'insaputa del suo padrone; non potendo attaccare direttamente il sistema delle proscrizioni sillane, bersaglia il liberto che le gestisce e riesce a far prosciogliere il suo cliente. Ma il suo capolavoro è l'accusa contro Gaio Verre! Questi è un avido opportunista e profittatore che inganna e deruba chiunque può, dove può e come può, anche cittadini romani; gia incontrato da Cesare in oriente e quasi smascherato da lui, Verre era tornato a Roma per proseguire la carriera politica; nominato governatore della Sicilia, l'ha saccheggiata in lungo e in largo. I possidenti locali si rivolgono a Cicerone, era stato questore nell'isola e aveva lasciato un buon ricordo di sé; ma questi è riluttante perché abituato a sostenere la difesa, cosa che lo mette in condizione di parlare per ultimo e lasciare un ricordo più duraturo; tuttavia l'avvocato accetta, sia per la sfida in sé sia per la vicinanza intellettuale alla cultura greca siciliana; astutamente chiede e ottiene di poter variare la procedura comune: invece di esporre una sola accusa alla volta e poi lasciare alla difesa la replica, Cicerone ottiene di presentare tutte le accuse prima e lasciare alla controparte il diritto di replica su ciascuna dopo; il collega Ortensio viene spiazzato perché ignora l'entità delle malefatte di Verre, e intuisce che di fronte all'elenco nessun giurato dimenticherebbe mai neppure un solo crimine! Cicerone vince il processo a mani basse e si affretta a mettere i sigilli su tutti i beni di Verre, prima che gli oggetti spariscano.
La competizione tra Crasso e Pompeo aumenta pur restando su toni civili; su consiglio di Cesare, i due si fanno eleggere al consolato, restaurano i diritti dei triuni della plebe (che Silla aveva quasi completamente annullati) e ottengono la terra per i loro veterani, scampando alla possibile azione legale; Pompeo decide di dare in beneficenza un decimo della propria fortuna ad Ercole Invitto, per ingraziarsi l'elettorato, e organizza una serie di giochi e spettacoli grandiosi; per superarlo, Crasso chiede consiglio all'amico Cesare che gli propone una strategia astuta; piuttosto che spendere il denaro in pchi giorni di baldoria esagerata, Crasso diluirà il contributo su parecchi giorni, concentrando buona parte della somma nell'acquisto di grano; in questo modo la gente mangerà a sue spese per circa due mesi, ricordando il suo nome al lungo. Saputo della cosa, Pompeo ha una crisi di rabbia e pianto, assistito dall'oratore Quinto Ortensio Ortalo e dal letterato Marco Terenzio Varrone, suo vecchio amico; è questi a rivelare la mano di Cesare nel trucco; Pompeo vorrebbe trovare il modo di sbarazzarsi di lui subito, ma Ortensio lo ammonisce invece di tenerselo buono; l'avvocato non solo riconosce l'astuzia del giovane, ma sa bene che fu uno dei pochi a tenere testa a Silla, tanto da impressionare anche il suo fedelissimo Lucullo. Vinto, Pompeo accetta la sconfitta ma si ripromette di ricordare il danno al suo consolato!

## Edizioni
- Colleen McCullough, I favoriti della fortuna, traduzione di Alessandra Cremonese Cambieri, collana SuperBUR, Rizzoli, 6 novembre 1996,  p. 800, ISBN 9788817202091.